# Кстинкино
Кстинкино — деревня в Сандовском районе Тверской области России. Относится к Соболинскому сельскому поселению. Расположено в 4 км к северу от поселка городского типа Сандово.
По данным на 1997 год — 5 хозяйств, 8 жителей. В 2002 году (перепись) — 4 жителя (2 мужчин и 2 женщины). На 1 января 2008 года — жителей нет.
Это маленькая деревня (бывший хутор) в глухом лесу на границе с Вологодской областью. Изначально находилась на близлежащем холме, видно её было издалека поэтому в 1940-е года деревня была перенесена вниз под холм, к истоку реки Ратыня. Новое место находилось в 2 км восточнее, болотистое место… торф и мокрый песок, но лес богат (особенно на возвышенностях), а поля обширны — и появляется колхоз. Впрочем совсем скоро, а именно в 1960—1970 годы, люди стали перебираться в более цивилизованные близлежащие поселки — Сандово, Пономарево, Соболины, Григорово.
Сохранились следы ветряной мельницы, каменные жернова которой в диаметре около метра, а также 2 дома на 2 семьи, первый, ориентировочно 1850—1870-х годов постройки, причём до сих пор жилой, второй 1920—1930-х годов опустел в 1998 году, также 9 домов на одну семью с просторными дворами для скота. Постоянных жителей нет. Ещё дальше на восток находится деревня Ракитино, она на холме, а под этим холмом — небольшое озеро, по которому плавает остров — местная достопримечательность.